# Romeo, Julie a tma (film)
Romeo, Julie a tma je český černobílý film natočený režisérem Jiřím Weissem v roce 1959 podle stejnojmenné novely Jana Otčenáška. Film se odehrává v Praze v květnu roku 1942.
V roce 1997 podle něj byla vytvořena stejnojmenná televizní adaptace v režii Karla Smyczka.

## Děj
Mladý Čech Pavel (Ivan Mistrík) ukryl mladou Židovku Hanu (Daniela Smutná), která nenastoupila k transportu do koncentračního tábora. Během tří týdnů, po které dívku Pavel ukrývá, se do sebe dvojice zamiluje. Když se však schyluje k tomu, že bude Hanka objevena a chlapec tak bude ohrožen, uteče dívka ze svého úkrytu na ulici, kde právě vrcholí akce na dopadení atentátníků na Reinharda Heydricha, a je zabita.